# 憨管家俏主人
《憨管家俏主人》（英語：Melissa & Joey）是美國ABC家庭原創的情境喜劇。由梅麗莎·瓊·哈特和喬伊·羅倫斯主演。在2010年8月17日於美國ABC Family頻道首播。本齣情境喜劇描述一個地方市議員梅兒（梅莉莎）·柏克遇到了一位前商務公司經理喬·隆戈，喬因為遭到投資詐欺破產，梅兒便雇用喬照顧梅兒的侄兒和姪女。於是沒有實際血緣關係的一組人便組成家庭，故事圍繞在他們的生活上。
2012年10月17日，ABC家庭電視台預訂第三季的「憨管家俏主人」。並將播映時間設定在2013年5月29日。
2013年5月28日，ABC家庭電視台宣布第三季將增加至20集，分成上下二部播出，第二部將於2014年播映，爾後再追加17集，使得本劇第三季集數高達37集。並同時預訂了第四季，共20集，這將使整齣影集達到100集。2015年2月9日，ABC家庭電視台宣布第四季將為最終季。
本劇開播時，收視位居有線電視台同時段冠軍，更成為ABC家庭台第一部獲得人民選擇獎的喜劇，也是ABC家庭台第二部超越100集的影集。

## 劇情大綱
梅兒是當地政治世家的第二代，她姊夫因為掏空公司資金而跑路，留下一對姐弟，琳娜和萊德。梅兒便負責照顧這對姊弟。在此同時，喬因為遭到這個梅兒姊夫的龐氏騙局導致破產並失去工作，於是跑到梅兒家裡抗議，並毛遂自薦可以擔任保母工作。梅兒了解自己工作可能無法負擔照顧這對青少年的責任，便答應喬的請求。喬於是成為家庭保母（他雖然比較喜歡自稱自由工作者）。並非完全有血緣關係的四個人，就組成了類似一個家庭的關係，而劇集就圍繞在這四個人的日常生活。

## 卡司與角色

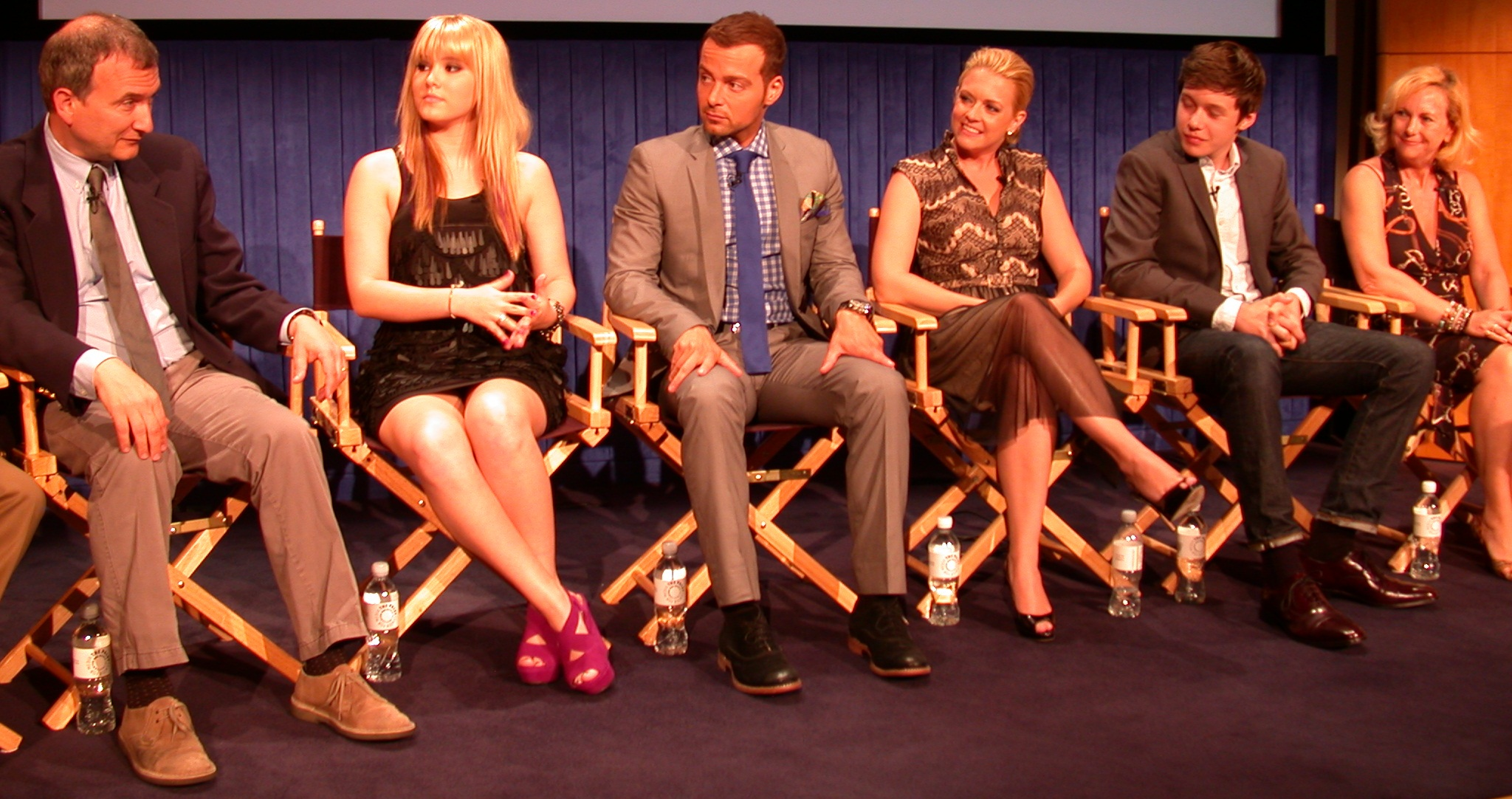
憨管家俏主人劇組合照

### 主要角色
- 梅勒妮(Melanie) 「梅兒」(Mel)‧柏克(Burke) (梅麗莎·瓊·哈特主演)，是俄亥俄州托萊多市的 市議員。過去她是一個叛逆愛玩不負責任的人，但是現在她必須負起照顧外甥子女的責任。
- 喬瑟夫(Joseph) 「喬」(Joe)·隆戈(Longo)(喬伊·羅倫斯主演)，過去是高級商務公司經理，但是現在離婚並且破產，只剩下一台車，最後連這台車也被銀行收回。他到梅兒家去抗議，之後撞見梅兒的狀況，並且他剛好需要工作，便主動要求成為保母，並提供其他生活上的必要協助。他出生在南韓京畿道的美軍醫院，在紐澤西長大。
- 琳娜·伊莉莎白‧史坎隆(Lennox Elizabeth Scanlon) (泰勒·史派樂主演)，是一個正處青春尷尬年紀的青少女，雖然經常和梅兒有不同意見，但是兩人還是相處甚歡。對於寫作相當有熱忱，也曾經擔任過學校的部落格編輯。
- 萊德·史坎隆(Ryder Scanlon) (尼克·羅賓森主演)，琳娜的弟弟。跟許多年輕人一樣，喜歡運動，不太愛念書，偶爾跟姊姊唱反調。在第三季的時候，因為跟同學抽大麻被抓到，被迫停學三個月。

### 經常出現的角色
- 史黛芬妮(Stephanie Krause) (Lucy DeVito飾演。)，梅兒的辦公室助理及前實習員。在第七集首次出場。史黛芬妮活潑好動並且對梅兒相當忠心，負責安排梅兒的行程訪問，照相，以及媒體工作。非常喜歡喬。
- 朗妲(Rhonda Cheng) (Elizabeth Ho飾演。)，梅兒的新聞公關，也是梅兒的好朋友，並且常常安排梅兒不少約會對象。
- 蒂芬妮(Tiffany Longo) (Megan Hilty飾演)，喬的前妻，在第13集首次出場。喬經常會回頭找蒂芬妮，而蒂芬妮也曾因為疑似懷孕而過來找喬，所以兩人處在一種微妙的關係上。
- 荷莉(Holly Rebeck) (Rachel G. Fox飾演)，萊德的女朋友。她擁有異常的控制欲和極端的個性。喜歡操縱萊德，而萊德往往是不得不跟著做。第三季第一集時，與萊德分手。
- 喬治(George Karpelos, Jr.)[5](Scott Michael Foster飾演)，梅兒的前男朋友，認識的時候只有24歲。在第21集首次出場。企業家，喜歡騎腳踏車。兩人交往後不久，因為在義大利找到工作得搬到那邊，最後兩人和平分手。
- 羅素‧柏克(Russell Burke) (Christopher Rich飾演)，梅兒的父親，國會議員。非常寵愛他的兩個孫子，甚至希望萊德和琳娜可以跟他一起住，為了一為28歲的瑜珈教練與梅兒的媽媽離婚，偶爾會出現。
- 東尼‧隆戈(Tony Longo)(Matthew Lawrence 飾演)，喬的弟弟，曾經與梅兒約會過。
- 伊蓮娜(Elena Romanov) (Anya Monzikova飾演)，喬在擔任商業顧問時認識的俄羅斯人，兩人很快陷入熱戀中，之後伊蓮娜來美國找喬，卻發現俄國的公司陷入龐氏騙局，而她回去會受到追訴。因此喬提議要娶她，兩人結完婚後，伊蓮娜還是決定回去俄國。因此喬又離婚了。
- 里歐(Leo Larbeck) (Joel McKinnon Miller飾演)，一位室內設計師，在梅兒的房子整修期間幫助梅兒整修。
- 潔(Jackie) (Christine Lakin飾演)，梅兒的少數單身好友，在大學時認識。她曾經想要去精子銀行買精子自行生小孩，後來卻發現那是喬的精子。
- 漢克(Haskell Davis) (Gregg Sulkin飾演), 琳娜的男朋友，第二季現身。
- 艾當(Aidan Haber) (Cody Linley)，琳娜和萊德的學校學生會主席，在第二季跟琳娜曾經約過會。
- 莫妮卡‧柏克(Monica Burke) (Rita Rudner飾演)，梅兒的媽媽，兩人曾經離婚過，最後還是跟羅素和好。
- 奧斯丁(Austin) (Trevor Donovan飾演)，梅兒小時候的青梅竹馬，在第三季現身，兩人重新連絡後開始交往，但因為做了結紮手術，最後梅兒與他分手。[6]
- 詹德(Zander) (Sterling Knight史特林·奈特飾演)，琳娜第三季的男友，相當會畫圖，兩人在第三季末時吵架，而詹德因為在冷戰期間與室友上床，最後兩人分手。
- 諾亞(Noah)(Justin Hartley飾演)，梅兒第三季的男朋友，曾經因為公寓淹水而暫時與梅兒同居。
- 凱拉(Keira)(Sadie Calvano飾演)，萊德第三季的女朋友，她在家接受教育，並且吃素。因為第三季一開始時，萊德被迫在家中自學，後來喬介紹凱拉的弟弟利蘭(Leland)，與萊德一同讀書，因此萊德才認識這對姊弟。最後萊德不小心讓她吃了一口喬做的漢堡，讓她開葷。
- 史黛拉(Stella)，萊德第三季後半的女朋友，雖然與萊德是同學，卻是未婚媽媽，最終兩人還是分手。
- 葛洛莉亞(Gloria)(Faith Prince 飾演)，喬的媽媽，第三季時喬回紐澤西的家中時現身。
- 泰莉莎(Theresa)(Marissa Jaret Winokur 飾演)，喬的姊姊，第三季時喬回紐澤西的家中時現身。
- 馬柯(Marco)(Kevin Fonteyne飾演)，喬的外甥，泰莉莎的兒子。在第三季時，喬一夥人回紐澤西的家中時，曾經與琳娜短暫約會過，之後在喬與梅兒的婚禮中再度現身，並且與琳娜持續保持聯絡，在第四季時正式交往。
- 丹妮(Dani) (Jada Facer飾演)，喬不知道的私生女，13歲。根據喬的姊姊泰莉莎的說法，在14年前，喬回紐澤西過年的時候，遇到費麗莎，並且做了比親吻還超過的事。最終費麗莎發現自己懷孕，但決定不打算通知喬，獨力生下並扶養丹妮，而這件事情在喬與梅兒的婚禮前才被揭穿。第四季時決定與喬等人同居。
- 費麗莎(Felicia Mancini)(Brooke Burke飾演)，丹妮的母親，與喬以前是鄰居，針灸師，經常受各大樂團邀請隨團進行治療，因此常常不在家。

## 製作過程
本劇最受注目的當然是梅莉莎與喬伊於ABC家庭再度合作。他們最初是在2009年的電視電影冒牌未婚夫（My Fake Fiance）裡合作。「憨管家俏主人」在早期被批評缺乏足夠的火花引領觀眾了解是否能夠「會或不會」在一起。
在2010年10月8日ABC Family宣布他們已經預訂第一季20集的新影集，最後加長至30集。前半季最後一集在2010年10月26日撥出。後半季第一集在2011年7月29日播出。在2011年7月11日ABC Family宣布已經預訂第二季。
喬伊·羅倫斯與梅莉莎·喬·杭特都曾經在第二季導演過幾集。喬伊首次導演的集數為「Wherefore Art Thou Lennox」（第二季第十三集）而梅莉莎則是本劇集系列首位女性導演（第二季第四集）。

## 各集大綱
| 季數 | 季數 | 集數 | 集數          | 上映日期       | 上映日期       |
| 季數 | 季數 | 集數 | 集數          | 首播           | 最終回         |
| ---- | ---- | ---- | ------------- | -------------- | -------------- |
|      | 1    | 30   | 12            | 2010年8月17日  | 2010年10月26日 |
| 18   | 1    | 30   | 2011年6月29日 | 2011年9月14日  |                |
|      | 2    | 15   | 15            | 2012年5月30日  | 2012年8月29日  |
|      | 3    | 37   | 16            | 2013年5月29日  | 2013年12月11日 |
| 21   | 3    | 37   | 2014年1月15日 | 2014年6月18日  |                |
|      | 4    | 22   | 12            | 2014年10月22日 | 2015年3月18日  |
| 10   | 4    | 22   | 2015年6月3日  | 2015年8月5日   |                |

## DVD發行
2011年5月24日，由Shout! Factory公司發行「憨管家俏主人：第一季，第一部」第一區DVD。特別收錄幕後花絮以及梅莉莎·喬杭特和喬伊·羅倫斯的訪問。2011年10月4日，Shout! Factory公司發行「憨管家俏主人：第一季，第二部」第一區DVD。

## 收視率
「憨管家俏主人」 同時段(星期三晚間八點)有線電視節目收視率第一名(調查對象：美國18~34歲成人，18~34歲女性，18~49歲女性以及12~34歲女性。)本劇也在第二季持續保持同時段收視率第一名的成績。
下表統計各季每集的平均收視數據。
| 季數 | 時區 (ET/PT)  | 集數 | 首映          | 首映              | 首映         | 最終回        | 最終回              | 最終回       |
| 季數 | 時區 (ET/PT)  | 集數 | 日期          | 首映收視數 (百萬) | 18-49 歲區間 | 日期          | 最終回收視數 (百萬) | 18-49 歲區間 |
| ---- | ------------- | ---- | ------------- | ----------------- | ------------ | ------------- | ------------------- | ------------ |
| 1    | 星期二 8:00PM | 12   | 八月 17, 2010 | 2.15              | 1.0          | 十月 26, 2010 | 1.38                | 0.6          |
| 1    | 星期三 8:00PM | 18   | 六月 29, 2011 | 1.54              | 0.6          | 九月 14, 2011 | 1.39                | 0.7          |
| 2    | 星期三 8:00PM | 15   | 五月 30, 2012 | 1.21              | 0.7          | 八月 29, 2012 | 1.50                | 0.7          |
| 3    | 星期三 8:00PM | 37   | 五月 29, 2013 | 0.97              | 0.5          | 六月 18, 2014 | 1.29                | 0.6          |
| 4    | 星期三 8:00PM | 22   | 十月 22, 2014 | 1.19              | 0.6          | 八月 5, 2015  | 0.94                | 0.4          |

## 得獎紀錄
| 年   | 獎項             | 名稱                   | 結果 |
| ---- | ---------------- | ---------------------- | ---- |
| 2013 | 第39屆人民選擇獎 | 有線電視最喜愛情境喜劇 | 提名 |
| 2014 | 第40屆人民選擇獎 | 有線電視最喜愛情境喜劇 | 提名 |
| 2015 | 第41屆人民選擇獎 | 有線電視最喜愛情境喜劇 | 獲獎 |

## 國際播映
| 國家 / 地區 | 電視台                           | 首播日期          | 備註   |
| ----------- | -------------------------------- | ----------------- | ------ |
|             | Fox life                         | 2012              | [ 25 ] |
| 巴西        | Sony Spin                        | 十月 4, 2011      | [ 26 ] |
| 保加利亚    | Fox Life                         | 12月 23, 2011     | [ 27 ] |
| 德国        | Comedy Central                   | 12月 10, 2012     | [ 28 ] |
| 匈牙利      | Magyar Televízió                 | 一月 21, 2012     | [ 29 ] |
| 印度        | STAR World India                 | 十月 6, 2011      | [ 30 ] |
| 義大利      | Comedy Central                   | 四月 9, 2012      | [ 31 ] |
| 荷蘭        | Comedy Central                   | 九月 5, 2011      | [ 32 ] |
| 巴基斯坦    | STAR World                       | 十月 6, 2011      | [ 30 ] |
| 葡萄牙      | AXN White                        | 九月 2, 2012      | [ 33 ] |
| 俄羅斯      | Disney Channel (Russia) Fox Life | 四月 2, 2012 2011 | [ 34 ] |
| 塞爾維亞    | Fox life                         | 2012              | [ 25 ] |
| 臺灣        | Star World                       | 2011              | [ 35 ] |
| 土耳其      | ComedyMax                        | 2011              | [ 36 ] |

## 備註
1. ↑  . TVbytheNumbers.   [August 17, 2012]. （原始内容存档于2012-08-19）.
2. ↑  . Tvbythenumbers.zap2it.com. 2013-05-01  [2013-05-07]. （原始内容存档于2013-06-08）.
3. ↑  . hollywoodreporter.com. 2013-05-28  [2013-05-28]. （原始内容存档于2015-09-24）.
4. ↑  DiNunno, Gina. . TV Guide. March 19, 2010  [March 23, 2010]. （原始内容存档于2014-05-13）.
5. ↑  . . 第1季. 第21集.  04:48 记录于. August 17, 2011. ABC Family.
6. ↑  . Blog.zap2it.com. 2013-02-28  [2013-05-07]. （原始内容存档于2013-07-25）.
7. ↑  Nellie, Andreeva. . Deadline. October 8, 2010  [October 8, 2010]. （原始内容存档于2013-11-09）.
8. ↑  ABC Family press release for Melissa & Joey mid-season finale 的存檔，存档日期2012-09-13.
9. ↑  . Zap2It.com. March 7, 2011  [March 7, 2011]. （原始内容存档于2011-04-12）.
10. ↑  .   [2012-01-20]. （原始内容存档于2018-07-07）.
11. ↑  Klutzy_girl. . Spoilertv.com. October 12, 2011  [April 5, 2012]. （原始内容存档于2019-12-07）.
12. ↑  Andreeva, Nellie. . Deadline Hollywood. May 28, 2013  [May 28, 2013].
13. ↑  Melissa & Joey – DVDs for ABC Family's Series Starring Melissa Joan Hart and Joey Lawrence （页面存档备份，存于） – TVShowsOnDVD.com
14. ↑  Melissa & Joey – 'Season 1, Part 2' Announced: Date, Cost, Cover Art Coming from Shout! in early October （页面存档备份，存于） – TVShowsOnDVD.com
15. ↑  . FutonCritic.   [August 17, 2012].
16. ↑  . TVbytheNumbers.   [August 17, 2012]. （原始内容存档于2012-08-21）.
17. ↑  Robert, Seidman. . TV By the Numbers. August 18, 2010  [August 18, 2010]. （原始内容存档于2010-08-20）.
18. ↑  Tuesday Cable Ratings: Heat/Celtics Slam Dunk; 'Sons of Anarchy' Steady; 16 & Pregnant, Caprica, Stargate Universe, Millionaire Matchmaker & More Archive.today的存檔，存档日期2013-02-04 By
Bill Gorman – tvbythenumbers.com
19. ↑  Seidman, Robert. . TV by the Numbers. June 30, 2011  [July 8, 2011]. （原始内容存档于2012-08-26）.
20. ↑  Robert. .   [2013-07-04]. （原始内容存档于2012-09-03）.
21. ↑  . Tvbythenumbers.zap2it.com. May 31, 2012  [August 17, 2012]. （原始内容存档于2012-06-03）.
22. ↑  . Tvbythenumbers.zap2it.com. August 30, 2012  [May 7, 2013]. （原始内容存档于2012-09-01）.
23. ↑  .   [2013-07-04]. （原始内容存档于2013-06-07）.
24. ↑  .   [2014-06-20]. （原始内容存档于2014-06-22）.
25. 1 2  . （原始内容存档于2015-07-19）.
26. ↑  . Seriesonline.terra.com.br.   [April 5, 2012]. （原始内容存档于2012年2月8日）.
27. ↑  . Foxlife.foxtv.bg.   [2013-05-07]. （原始内容存档于2013-05-09）.
28. ↑  Sidney Schering. . Quotenmeter.de. 2012-10-29  [2012-10-29]. （原始内容存档于2019-10-06）.
29. ↑  .   [2013-07-04]. （原始内容存档于2020-09-28）.
30. 1 2  . StarWorld.in.   [February 16, 2012]. （原始内容存档于2014-07-29）.
31. ↑  . Comedycentral.it. April 9, 2012  [August 17, 2012]. （原始内容存档于2013-07-19）.
32. ↑  .   [March 11, 2012].
33. ↑  .   [May 14, 2013].[永久]
34. ↑  .   [2013-07-04]. （原始内容存档于2012-05-10）.
35. ↑  . Starworldasia.tv.   [2013-05-07]. （原始内容存档于2013-05-08）.
36. ↑  . Digiturk.   [August 17, 2012]. （原始内容存档于2012-11-16）.

## 外部連結
- 官方网站
- 互联网电影数据库（IMDb）上《憨管家俏主人》的资料（英文）